# Даце Лина
Даце Лина (Бауска, 1. децембар 1981) је летонска атлетичарка која се такмичи у маратону. Тренер јој је летонски репрезентативац у брзом ходању на 50 км Игор Казакијевич.
Пошто је испунила Б норму учествовала је у маратонској трци на Летњим олимпијским играма 2012. у Лондону, где је резултатом 2:47:47 заузела 98 место
Године 2010. победила је на Валмијера мататону (2:50:15)
Крајем октобра, 2011. на Франкфуртском маратону заузела је 24. место у времену свог личног рекорда 2:40:08. Годину дана касније на Хановерском маратону поправила је лични рекорд на 2:38:11 сати.